# Lujza Hippolita monacói hercegnő
Lujza Hippolita (Monaco, 1697. november 10. – Monaco, 1731. december 29.) II. Antal monacói herceg és Lotaringiai Mária armagnaci grófnő második gyermeke és egyben második leánya, monacói hercegnő.

## Testvérei

### Édestestvérei
- Katalin Sarolta (1691. október 7. – 1696. június 18.), haláláig Monaco első számú trónörököse
- Erzsébet (1698. november 3. – 1702. augusztus 25.), haláláig ő volt a valentinois-i hercegi cím várományosa
- Margit Kamilla (1700. május 1. – 1758. április 27.), más néven Carlades úrnője, 1720. április 16-án nőül ment Gand-Vilain Lajoshoz, Isenghien hercegéhez
- Mária Devóta (1702. március 15. – 1703. október 24.), más néven Baux úrnője
- Mária Paulina Teréza (1708. október 23. – 1726. május 20.), más néven Chabreuil úrnője, soha nem ment férjhez.

### Féltestvérei (apai részről)
- Antal (1697. október 2. – 1784. november 28.), ő egy táncosnő, Elisabeth Durfort fia volt, s később Grimaldi lovagja lett, mivel apja elismerte őt gyermekének. 1732 és 1784 között Antal volt Monaco kormányzója, ám a miniállam akkori névleges uralkodója a száműzött III. Honoré monacói herceg volt. A lovag sosem nősült meg, s gyermeke sem született.
- Antónia (? – ?), Victoire Vertu párizsi táncosnő leánya, s később Saint-Rémy úrnője lett
- Lujza Mária Teréz (1705–1723), II. Antal monacói herceg ismeretlen nevű szeretőjének leánya

## Élete
A szülők 1688. június 13-án házasodtak össze.
Apai nagyszülők: I. Lajos monacói herceg és Gramont-i Katalin Sarolta louvigny-i grófnő[forrás?]
Anyai nagyszülők: Lotaringiai Lajos armagnaci gróf és Neufville-i Katalin villeroy-i hercegnő[forrás?]
1715. október 20-án a hercegnő feleségül ment a 25 éves Jacques Goÿon de Matignon thorignyi grófhoz, akinek kilenc gyermeket szült frigyük 16 éve során.
Házasságuk nem bizonyult boldognak, mert Lujza tisztában volt vele, hogy férjének számos nővel volt viszonya a 16 együtt töltött évük alatt. Jakab szívesebben tartózkodott a francia királyi udvarban, Versailles falai között. 1731. április 4-én Monaco újdonsült hercegnője, Lujza és férje, Jakab hazatért Párizsból, s népe nagy lelkesedéssel fogadta uralkodónőjét, ám amikor ritkán férjével együtt mutatkozott előttük, a herceg számára egyértelmű lehetett, hogy őt már közel sem szeretik annyira, mint hitvesét. A hercegnő apjának, II. Antalnak halála után Jakab lett felesége társuralkodója, I. Jakab monacói herceg néven, 1731. február 20. és 1731. december 29. között. Jakab az esküvőjük napján felvette hitvese családnevét.
Lujza 1731. december 29-én hunyt el, himlő következtében, 34 évesen, a monacói Hercegi Palotában. A Szent Miklós-katedrálisban helyezték végső nyugalomra. Jakab többé nem nősült újra. Felesége halála után kiskorú fiuk, a csupán 11 éves Honoré Kamill trónörökös herceg nevében mint kormányzó-régens, az anyai nagyapja, I. Antal törvénytelen fia, Antoine Grimaldi lovag irányította Monacót 1732. május 20. és 1784. november 28. között. Felesége halála után Jakab még jobban elhanyagolta az államügyeket, s az elégedetlen monacói lakosság nyomására ő és elsőszülött fia, Honoré elhagyta az országot és Párizsba költözött 1732 májusában. A következő évben a herceg önként lemondott a trónról Honoré javára.
Jakab élete utolsó éveit Versailles-ban és Párizsban töltötte. Ugyancsak Versailles-ban történt akkoriban, hogy a megözvegyült Jakab számára felajánlották XIV. Lajos francia király és Madame Montespan unokájának, a 24 éves Maine kisasszonynak (Bourbon Lujza Franciska) a kezét. A hölggyel együtt hatalmas hozományt is adtak volna Jakabnak, ám a frigy végül mégsem jött létre. A herceg állandó párizsi rezidenciája őutána kapta a Hôtel Matignon nevet. Az épület ma a francia miniszterelnök hivatalos rezidenciája. Utolsó éveiben Jakab a fiával, Honoréral együtt gyakori látogatója volt Versailles-nak. Jakab herceg 1751. április 23-án, 61 éves korában hunyt el, Párizsban, a Hôtel Matignonban.

## Gyermekei
- Antal Károly (1717. december 16. – 1718. február 4.), Baux márkija és Matignon grófja
- Sarolta Teréz Natália (1719. március 19. – 1790), a Vizitáció nevű kolostor apácája lett Párizsban
- Honoré Kamill (1720. november 10. – 1795. március 21.), III. Honoré néven Monaco későbbi uralkodóhercege, aki 1751-ben elvette a körülbelül 14 éves Brignole Mária Katalin groppoli-i márkinőt, aki két fiút szült neki frigyük mintegy 19 éve alatt, Honoré-t és József Jeromost. A házaspár 1770-ben vált el.
- Károly Ágost (1722. január 1. – 1749. augusztus 24.), Carladés grófja
- Jakab (1723. június 9. – 1723. június)
- Lujza Franciska (1724. július 15. – 1729. szeptember 15.), Baux úrnője
- Ferenc Károly (1726. február 4. – 1743. december 9.), Thorigny grófja
- Móric (1727. május 14. – 1798. január 18.), 1749. november 10-én elvette Chrétienne de Rouvrois Mária Krisztinát, ám gyermekük nem született frigyük alatt
- Mária Franciska Teréz (1728. július 20. – 1743. június 20.), Estouteville úrnője.